# 李全喜
李全喜（1950年—），北京人，回族，中华人民共和国政治人物，第十一届全国人民代表大会天津地区代表。
毕业于天津大学管理学院。中国共产党党员。2008年，当选为全国人大代表。